# Stictoptera melanistana
Stictoptera melanistana là một loài bướm đêm trong họ Noctuidae.